# Polynôme LLT
En mathématiques, un polynôme LLT est un élément d'une famille de  polynômes symétriques introduites par Alain Lascoux, Bernard Leclerc, et Jean-Yves Thibon en 1997 comme q-analogues de produits de  polynômes de Schur.
J. Haglund, M. Haiman et N. Loehr ont montré en 2005 comment exprimer les polynômes de Macdonald en termes de polynômes LLT. Ian Grojnowski et Mark Haiman, dans une  prépublication de mai 2007, annoncent la démonstration d'une conjecture de positivité pour les polynômes LLT qui, combinée au résultat mentionné précédemment implique la conjecture de positivité (en) des polynômes de Macdonald, et ils étendent la définition des polynômes LLT à des systèmes de racines finis arbitraires. En 2014, l'article n'est pas encore publié.